# Oasi naturalistica di Villaverla
L’oasi naturalistica di Villaverla, chiamata anche “vecchie sorgenti di Dueville”, è una zona protetta situata a Novoledo, piccola frazione di Villaverla, nell'alta pianura vicentina, a circa 7 km dal piede dei rilievi montuosi dell'Altopiano dei Sette Comuni

Sebbene ubicata in provincia di Vicenza, l'area naturalistica è di proprietà del Comune di Padova.

## Le risorgive
L'oasi di Villaverla appartiene alla “fascia delle risorgive”, una fascia ristretta e pianeggiante, larga dai 2 ai 10 km, che si estende da Costabissara a Pozzoleone e da cui prendono origine l'acquedotto di Padova e il fiume Bacchiglione.
Nell'oasi si verifica l'affioramento dell'acquifero sotterraneo: la falda freatica emerge in superficie dando vita alle risorgive, una delle caratteristiche ambientali tipiche della pianura veneta. 
Questo fenomeno idrogeologico è da secoli sfruttato dall'uomo in quanto la quantità di acqua affiorata permette di alimentare gli acquedotti di una vasta parte del Veneto.

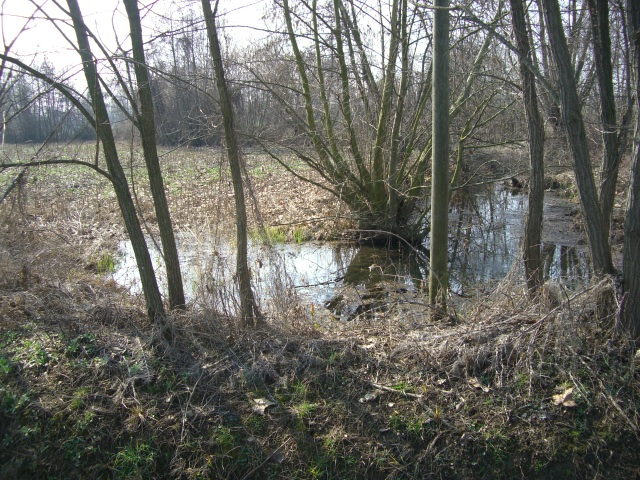
Risorgive dell'oasi di Villaverla

## L'ambiente originario
L'ambiente originario, alcuni millenni di anni fa, era costituito da paludi e da boschi, con questi ultimi che si estendevano fino alla cima dei monti che circondano la pianura a nord e a ovest.
Primeggiavano foreste ricche di specie di latifoglie, in particolare la farnia, una quercia presente sia nei terreni asciutti sia in quelli più umidi.
Anche la fauna era molto diversa: vi vivevano soprattutto cervi, caprioli, lupi, linci, aquile reali, gru e cicogne, animali oggi scomparsi dall'oasi.

### L'evoluzione del paesaggio agrario
Nota dominante dell'oasi è il paesaggio agrario in cui l'intervento e l'opera dell'uomo, nel corso degli anni, hanno creato prati, seminativi, siepi agrarie e piccoli boschi, tali da consentire la presenza di un'ampia varietà di flora e fauna.

Le prime modifiche dell'ambiente originario e incontaminato si ebbero già con gli insediamenti palafitticoli che comportarono i primi disboscamenti per praticarvi forme di agricoltura. 
Successivamente, le bonifiche e la costruzione di strade nel periodo romano provocarono un ridimensionamento delle foreste presenti.
L'opera di bonifica e di disboscamento continuò per secoli, modificando e circoscrivendo i residui ambienti naturali. Il paesaggio agrario riprese vigore grazie alle tecniche idrauliche messe a punto nel Rinascimento, tuttavia, negli ultimi decenni, il diffondersi di abitazioni, capannoni e altri interventi artificiali hanno danneggiato pesantemente il territorio e l'ambiente della fascia delle risorgive.

## Il paesaggio e l'ambiente
L'oasi è caratterizzata da acque freatiche che, incontrando i banchi d'argilla, vengono spinte in superficie dando origine alle risorgive, dette anche “boje”.
I canali di risorgiva si snodano con andamento irregolare assieme al sistema idrografico artificiale costituito dai canali di derivazione delle acque dei fiumi principali.

L'oasi si estende su una superficie di 258.211 metri quadrati, poco meno di 26 ettari. Ha una forma rettangolare con il lato più lungo, di circa 900 metri, disposto in senso nord-sud, e il più corto, di circa 300 metri, a est-ovest.

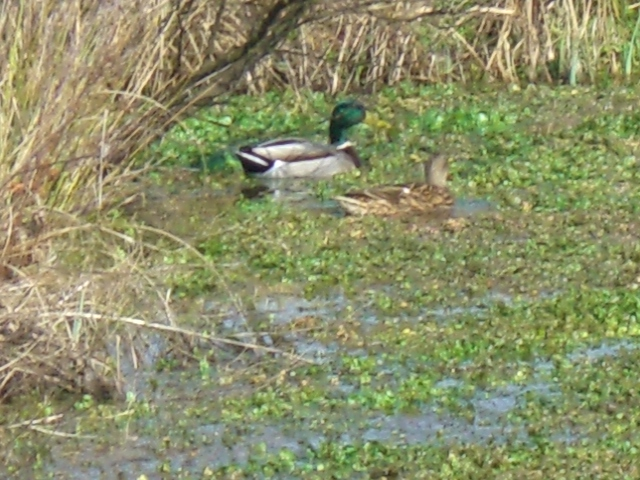
Anatre che nuotano nelle acque delle risorgive di Villaverla

### Flora e fauna
La vegetazione acquatica è caratterizzata da comunità radicanti costituite da specie come il crescione, il sedano d'acqua, i ranuncoli, la veronica d'acqua, i miriofilli, la sedanina d'acqua e i potamogeti. La fitta rete di fossi e aree umide permette inoltre la presenza di importanti anfibi, tra cui la Rana di Lataste. Tre specie di pesci teleostei prevalgono nell'oasi: lo scazzone, la sanguinerola e lo spinarello.

La vegetazione arborea comprende alberi da legna quali pioppo nero, salice bianco, platano e ontano, alberi d'alto fusto quali noce comune e farnia, e altre specie arbustive quali gelso e acero campestre.

La fauna è caratterizzata da un'ampia varietà di specie: capinera, usignolo, gazza, porciglione, frosone, gufo comune, pendolino, colombaccio, etc., e circa 17 specie di mammiferi, tra cui caprioli e selvaggina tipica locale.

## Il progetto di riqualificazione ambientale: l'intervento AMAG-ARF
Nel 1990 l'AMAG affidò all'Azienda Regionale Foreste (ARF) della Regione Veneto il compito di attuare un progetto di riqualificazione ambientale dell'intera area delle sorgenti di Dueville.
Le maggiori azioni portate a termine furono: la ripulitura delle siepi ripariali dall'intrico dei rovi, l'imboschimento a prevalenza di farnia, i prati stabili, l'impianto di 1500 astoni di salice bianco per sostituire le capitozze ormai esaurite, lo spurgo dei canali, la riapertura di 1000 metri di piccoli corsi d'acqua di risorgiva tipici della zona, l'impianto di vegetazione legnosa e, infine, la realizzazione di nuove siepi.

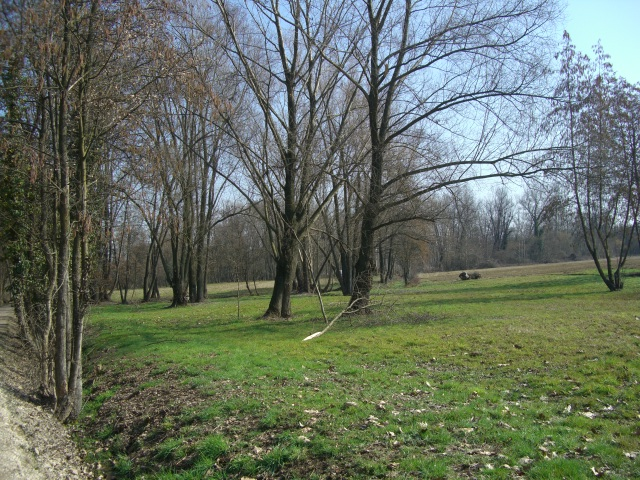
Parco dell'oasi di Villaverla